# Desastre de Tangiwai
El desastre de Tangiwai ocurrió a las 22:21 el 24 de diciembre de 1953, cuando un puente ferroviario se derrumbó en el río Whangaehu provocando la caída de un tren expreso que cubría el trayecto de Wellington a Auckland en Tangiwai, en el centro de la Isla Norte de Nueva Zelanda. La locomotora y los primeros seis vagones descarrilaron en el río, matando a 151 personas. La subsiguiente Comisión de Investigación encontró que el accidente fue causado por el colapso de una presa de piroclasto que frenó el recorrido del agua en las inmediaciones del lago del cráter del Monte Ruapehu, creando una gran lahar en el río Whangaehu, que destruyó uno de los pilares del puente en Tangiwai solo unos minutos antes de que el tren alcanzara el puente. El desastre sigue siendo el peor accidente ferroviario de la historia de Nueva Zelanda.

## Colapso del puente
El 24 de diciembre de 1953, a las tres de la tarde partió desde Wellington a Auckland un expreso se compuesto de una locomotora de vapor clase KA transportando 11 carros, de los cuales cinco eran de segunda clase, cuatro de primera clase, la furgoneta del guardia y una furgoneta de correos. Con 285 pasajeros y la tripulación, pasó la estación de Tangiwai puntualmente a las 10:20 p. m., con una velocidad de 64 kilómetros por hora. Al acercarse al puente sobre el río Whangaehu en Tangiwai, un transeúnte de pie junto a las vías comenzó a agitar una antorcha al ver el estado del puente. El conductor aplicó el freno de emergencia, ayudando a reducir el número de vagones caídos en el río y por lo tanto el número de muertos.
Sin embargo, esto fue demasiado tarde para detener el tren que iba hacia el puente. La locomotora y cinco vagones cayeron en el río. El coche de primera clase estuvo al borde del puente antes de que su acoplamiento con el resto del tren se rompiera y cayó al río. Los restantes tres vagones de primera clase, el furgón de equipajes, y una furgoneta de correos permanecieron en las vías.
El número de muertos de 151 consistía en 148 pasajeros de segunda clase, un pasajero de primera clase, el conductor de la locomotora y un bombero. Veinte de los cuerpos nunca fueron encontrados y se presume fueron llevados 120 kilómetros río abajo hasta el océano. Entre los muertos se encontraba Nerissa Love, la novia del jugador de cricket Bob Blair, que estaba jugando en un partido de prueba en Sudáfrica en el momento. Al salir a batear después de su pérdida, recibió una ovación de pie.

## Consecuencias

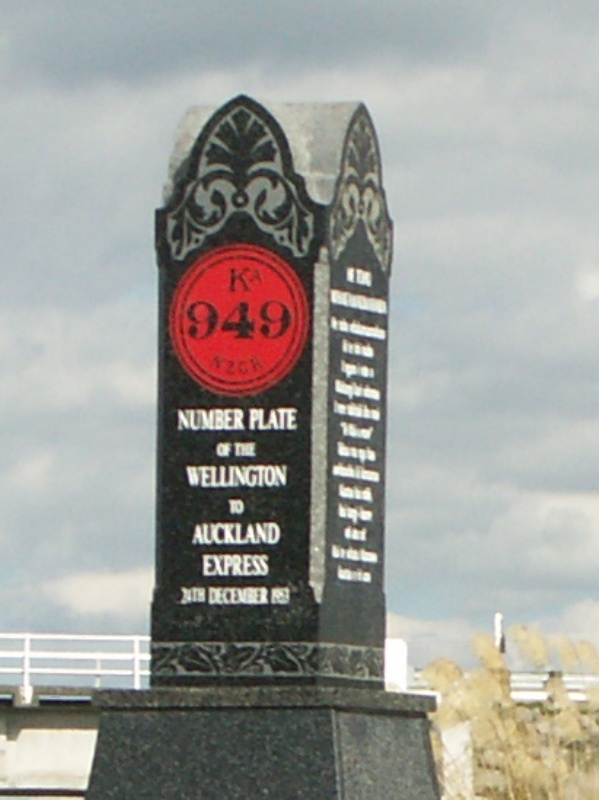
Memorial de Tangiwai que muestra una réplica de la placa con el número de la locomotora del tren, KA 949

Después de que el tren se estrelló, un transeúnte informó al guardia del tren William Inglis sobre lo que había pasado. Los dos entraron en el sexto vagón, que entonces estaba en precario equilibrio sobre el borde del puente, en un intento de salvar a los pasajeros. El vagón luego cayó. De los 24 ocupantes, sólo falleció una niña que fue atrapada en su asiento y se ahogó. Todos escaparon de una ventana rota.
Por sus tareas, Ellis y Holman recibieron la Medalla de Jorge del Reino Unido. Inglis y otro viajero, Arthur Dewar Bell, recibieron la Medalla del Imperio Británico por sus acciones que salvaron 15 vidas. La reina Isabel II del Reino Unido y Felipe de Edimburgo estaban de visita en Nueva Zelanda en su primer viaje real cuando se produjo el desastre. La reina hizo su mensaje de Navidad en Auckland, terminando con un mensaje de simpatía a la gente de Nueva Zelanda. El Duque de Edimburgo asistió a un funeral de estado llevado a cabo para muchas de las víctimas.
Una junta de investigación fue designada para investigar la causa del accidente; esta se llevó en público desde el 26 de enero hasta el 2 de abril y cerrado el 23 de abril de 1954. El puente tenía ocho pilares y siete tramos. Después del accidente cuatro pilares habían sido dañados y cinco tramos cayeron. La Junta determinó que un lahar desde el Monte Ruapehu había derrumbado el cuarto pilar unos pocos minutos antes de que el tren cruce el puente y esto es lo que causó el accidente. El puente había sido diseñado para inundaciones previsibles y los lahares previos que tuvueron diferentes características al lahar de 1953, ya que su fuerza había sido impredecible.

## Legado
Tras la catástrofe, la Dirección General de Ferrocarriles de Nueva Zelanda instaló un sistema de alerta para detectar lahares aguas arriba en el río. El sistema de alerta temprana instalado en 1999 y mide el nivel del río mediante radares y envía el nivel al Centro de Control de Red del Ferrocarril de Wellington. Si el río cambia de nivel, se activa una alarma que alerta al personal de los hechos. Si el nivel es de un riesgo significativo, el Centro de Control establece las señales de ambos lados del puente de Tangiwai sobre el peligro y advierte a los trenes en la zona a mantenerse alejados por radio. El sistema es a prueba de fallos y si hay un problema con el sistema envía automáticamente una señal de fallo al centro de control. En este caso, los trenes de la zona circulan a una velocidad de 25 km/h y se les dice que tienen que tener cuidado extremo sobre el puente de Tangiwai. Desde 2002, el sistema también es respaldado por el sistema de alarma y advertencia de lahares del Ruapehu Oriental (ERLAWS).
Un lahar de magnitud similar al de 1953 se produjo el 18 de marzo de 2007. Los sistemas de alerta temprana funcionaron como estaba previsto, los trenes se detuvieron en Tangiwai. El nuevo puente fue inspeccionado y tras ver que estaba en buen estado reanudaron las operaciones.

### Cultura popular
Entre los muertos se encontraba Nerissa Love, la novia del jugador de cricket de Nueva Zelanda Bob Blair. En 2011, una película de televisión sobre el desastre fue hecha para la televisión de Nueva Zelanda. Titulado Tangiwai: A Love Story, se sigue el desastre y la historia de amor entre Blair y Nerissa (interpretado por Ryan O'Kane y Rose McIver, respectivamente). Se estrenó en el canal TV One el 14 de agosto de 2011.
Una obra escrita e interpretada el actor neozelandés Jonny Brugh, The Second Test, cuenta la misma historia desde la perspectiva de Blair, haciendo hincapié en su compromiso de seguir jugando con el equipo nacional de Nueva Zelanda, y luego de gira en Sudáfrica, después de haber oído sobre la tragedia.